# マスカレード/置き手紙
「マスカレード/置き手紙」（マスカレード/おきてがみ）は、日本のロックバンドである安全地帯の楽曲。
1984年7月25日にKitty Recordsから6枚目のシングルとして両A面でリリースされた。前作「真夜中すぎの恋」（1984年）よりおよそ3か月ぶりにリリースされたシングルで、セカンドアルバム『安全地帯II』（1984年）からのリカットとして発売された。
「マスカレード」の作詞は松井五郎、「置き手紙」の作詞は崎南海子および安全地帯、両曲とも作曲は玉置浩二が担当した。
編曲は安全地帯および星勝が担当しており、先に発売されていたアルバムバージョンとは別にシングルバージョンとしてリアレンジが行われた。
また、「マスカレード」は作詞家の松井五郎が初めて作詞した安全地帯の楽曲であり、オリコンシングルチャートでは最高位59位を記録した。

## 音楽性と歌詞
作詞を担当した松井五郎が玉置浩二と出会ってから初めて作詞を手掛けた安全地帯の楽曲が「マスカレード」であり、松井は自著『Friend』にて「まずはじめに、そのせつない旋律を、ぼくは選んだ」と、複数ある楽曲のデモ音源の中から同曲を選定したと述べている。松井はチャゲ&飛鳥のアルバム『熱風』（1981年）において作詞家としてデビューし、その後に安全地帯側から作詞の依頼が出されることとなった。松井が依頼された経緯は、後にTM NETWORKを結成する小室哲哉および木根尚登がプロデュースしたSERIKA with DOGのアルバム『CAUTION』（1983年）において作詞を手掛けたところ、当時安全地帯のディレクターを担当していた人物が歌詞を気に入り、また玉置と年齢が近いという理由もあって依頼されることとなった。
アルバム制作用のデモテープを受け取った松井は締め切りまで1週間という段階で、依頼されていないにも拘わらず全曲の作詞を行い、「使ってもらえなくても良い」という感覚で安全地帯側に提出したと述べている。結果として、「ワインレッドの心」と「真夜中すぎの恋」以外はすべて松井による歌詞が採用されることとなった。松井は玉置の声やメロディ、安全地帯のバンドサウンドが琴線に触れたために全曲作詞したと述べている。その後井上は自身の活動があることやスタッフ側からのメンバーと同年齢の作詞家に依頼したいという意向も影響し、松井はバンドメンバーのような形で作品制作に携わるようになった。
玉置浩二の自伝本『玉置浩二 幸せになるために生まれてきたんだから』において著者である志田歩は、「マスカレード」での「嘘つきな薔薇」という歌詞に関しては「恋心と裏腹な行動を取る不安定なキャラクターをシンボライズさせる手法」と述べている。ベスト・アルバム『ALL TIME BEST』（2017年）の楽曲解説では「マスカレード」に関して、イントロおよび間奏、アウトロのギターフレーズが同曲のドラマティック加減と切なさを強調させていると表記されているほか、安全地帯による演奏がベテランレベルに達しているほどの演奏能力の高さや安定感があるとも表記し、歌詞中の「貴方は嘘つきな薔薇」というフレーズに代表される詩的な歌詞が「圧巻の玉置のボーカルに“彩り”を与え、際立たせている」と表記している。

## リリース、チャート成績
1984年7月25日にKitty Recordsより7インチレコードとしてリリースされた。「マスカレード」は、2枚目のアルバム『安全地帯II』（1984年）からのリカットであり、アルバムとバージョンが異なっている。ジャケット写真に初めてメンバーがはっきり写っている写真が使用された。オリコンシングルチャートにおいては最高位59位、登場週数は6回で売り上げ枚数は1.8万枚となった。両A面としてリリースされた「置き手紙」に関して、ベスト・アルバム『ALL TIME BEST』の楽曲解説では「ファンの間では人気が高い曲」と表記されている。
1988年12月10日には8センチCDとして再リリースされた。

## シングル収録曲
| 全作曲: 玉置浩二、全編曲: 星勝、安全地帯。 |                  |                   |            |      |
| #                                          | タイトル         | 作詞              | 作曲・編曲 | 時間 |
| 1.                                         | 「マスカレード」 | 松井五郎          | 玉置浩二   | 4:06 |
| 2.                                         | 「置き手紙」     | 崎南海子 安全地帯 | 玉置浩二   | 4:35 |
| 合計時間:                                  | 合計時間:        | 合計時間:         | 8:41       |      |

## リリース履歴
| No. | 日付           | レーベル      | 規格      | 規格品番   | 最高順位 | 備考 |
| --- | -------------- | ------------- | --------- | ---------- | -------- | ---- |
| 1   | 1984年7月25日  | Kitty Records | 7インチ   | 7DS 0074   | 59位     |      |
| 2   | 1988年12月10日 | Kitty Records | 8センチCD | H10K-30035 | -        |      |

## 収録アルバム
「マスカレード」
- スタジオ音源
  - 『安全地帯II』（1984年）
  - 『安全地帯 アナザー・コレクション -アルバム未収録曲集-』（1994年）
  - 『TREASURE COLLECTION』（1999年）
  - 『安全地帯 COMPLETE BEST』（2005年）
  - 『ALL TIME BEST』（2017年）

- ライブ音源
  - 『ENDLESS』（1985年）
  - 『ONE NIGHT THEATER 1985』（1998年）
  - 『安全地帯 “完全復活” コンサートツアー2010 Special at 日本武道館 〜Start & Hits〜「またね…。」』（2010年）

「置き手紙」
- 『安全地帯 アナザー・コレクション -アルバム未収録曲集-』（1994年）